# Gekkan Comic Gene
Gekkan Comic Gene (月刊コミックジーン Gekkan Komikku Jiin?), también conocida como Monthly Comic Gene, es una revista de manga japonés publicado por Media Factory desde el 15 de junio de 2011 es una revista Shōjo lanzada bajo el concepto de "shonen para lectoras femeninas". Fue originalmente publicada en abril de 2011, pero fue retrasada por 2 meses como resultado del terremoto y tsunami de Japón de 2011.

## Títulos serializados
- Akaya Akashiya Ayakashi no
- Akkun to Kanojo
- Andromalius
- Antimagia
- Aoharu Tetsudō
- Aokubi Daion - Nama desu no.
- Aquarion Evol
- Boku no Tonari ni Ankoku Hakaishin ga Imasu.
- Boku to Senpai no Tekken Kōsai
- Brave 10 S
- Butsuzō no Machi
- Card Master
- Cyber Dorothy
- Dokusai Grimoire
- Double Gauge
- Fizon Core
- Gene Metallica -Machine Doll wa Kizutsukanai Re: Acta
- Ginyū Gikyoku Black Bard
- Hoshi o Ō Kodomo: Agartha no Shōnen
- Imasara Nostradamus
- Jijō Ari Undead
- Jūgo Shōnen Hyōryūki
- Kagerō Days
- Kaizoku Haku
- Kamusari
- Kimi no Chronos
- Kioh x Kioh
- Kuroinu O'Clock
- Kyokō no Ō
- Lucky Dog 1 Blast
- M@te!!
- Mahō Sensō
- Makai Ishi Mephisto
- Malicious Code
- Maria Holic Spin-off
- Mikagura Gakuen Kumikyoku
- Mofu Danshi
- Niche Sensei - Konbini ni, Satori Sesai no Shinjin ga Maiorita
- Night Walker
- Ore Alice - Danjo Gyakuten
- Orenchi no Furo Jijō
- Orthoros
- Rack - 13-kei no Zankoku Kikai
- Ranobe Ōji Seiya
- Rengoku no Karutagura
- Ryū wa Tasogare no Yume o Miru
- Santaku Rose
- Sekimen Danshi Makkasa
- Servamp
- Shinjigen Ascension
- Shūen no Shiori
- Shūjin to Kamihikōki - Shōnen Paradox
- Soko ni Ita no Nishiyama-san
- Tales of Xillia - Side;Milla
- Tenka!
- Toilet no Hanatarō
- Uta Koi. Ibun - Uta Hen.
- Warui Koto
- Zannen, Koko wa Sekai no Uragawa desu.
- Zenin Chū-2-Byō Gakuen